# Ernst Eggimann
Ernst Eggimann (* 23. April 1936 in Bern; † 16. Juni 2015 bei Arles, Frankreich) war ein Schweizer Schriftsteller und Lehrer. Bekannt wurde er vor allem mit seinen lakonischen, lautmalerischen Gedichten in Berner Mundart.

## Leben
Nach dem Gymnasium besuchte Ernst Eggimann die Lehramtschule der Universität Bern. Ab 1960 war er Sekundarlehrer zuerst in Bümpliz und danach in Langnau im Emmental.
In den frühen 1970er Jahren erregte er über das Emmental hinaus Aufsehen mit einem berndeutschen Gedicht über grüne Kühe. Seine Schreibweise der Mundart war dem Klang nachgebildet. Es entstand eine spielerische, rhythmische Lyrik, welche oft die Sprache selbst ins Zentrum rückte. Dies inspirierte Exponenten der freien Musikszene die Gedichte zu vertonen. Viele Spoken-Word-Poeten bezeichnen Eggimann als Urvater ihrer Kunst. Die NZZ nannte ihn einen Wortmusiker.
Neben Gedichten veröffentlichte er auch zahlreiche Prosatexte, schrieb mehrere Stücke für die Bühne und Mundart-Hörspiele für das Schweizer Radio.
Ernst Eggimann gehörte zu den Gründern der Gruppe Olten und war Mitglied des Verbands Autorinnen und Autoren der Schweiz (AdS).
Von 1986 bis 1997 war Ernst Eggimann Grossrat (Mitglied des Kantonsparlaments) und einige Zeit Fraktionspräsident der Grünen Freien Liste.
In seiner Anwesenheit wurde 2012 in Langnau zu seinen Ehren der Ernst-Eggimann-Weg eingeweiht.

## Auszeichnungen
- 1967: Literaturpreis der Stadt Bern
- 1968: Literaturpreis des Kantons Bern
- 1971: Förderungspreis der Stiftung Pro Helvetia
- 1973: Buchpreis des Kantons Bern
- 1982: Buchpreis der Stadt Bern

## Werke

### Gedichtbände
- Psalmen, Limes, Wiesbaden 1967
- Henusode, Arche, Zürich 1968
  - Neue erweiterte Ausgabe: Arche, Zürich 1979
- Heikermänt, Arche, Zürich 1971
  - veränderte Neuauflage: Henusomänt, Fischer Media, Münsingen 1998
- Jesus-Texte, Arche, Zürich 1972
  - Neuauflage: Evangelische Verlagsanstalt, Berlin 1986
- E satz zmitts i d wäut, Arche, Zürich 1981

### Prosa
- Die Kehrseite. Heraklit. Zwei Erzählungen, Tschudy (Der Bogen 72), St. Gallen 1963
- Vor dem jüngsten Jahr. Erzählungen, Arche, Zürich 1969
- Die Landschaft des Schülers, Arche, Zürich 1973
- Meditation mit offenen Augen, Kaiser (Traktate 12), München 1974
  - überarbeitete Neuausgabe: Fischer Media, Münsingen 1999
- Emmental (Bildband), Rentsch, Zürich 1983

### Theateraufführungen
- Arbeiter – Bibel – Kreis. Einakter, Basel 1971
- Freiübungen. Einakter, Solothurn 1972
- Arnold Schär. Einakter, Solothurn 1973
- I dr Nacht sy si cho. Stück, Bern 1977
- Die Couch. Einzelpersonenstück, Luzern 1979

### Hörspiele/Radiosendungen
- Lüdere Chilbi 2000, Schweizer Radio DRS, Bern 1972
- I dr Nacht sy si cho, DRS, Bern 1978
- Mir hei nume ds Beschte wöue, DRS, Bern 1979